# 維港建築
維港建築是香港的一間公司，於2007至2008年間涉及元朗3棟私人住宅樓宇的翻新工程貪污案，其董事鄺超橋於2009年被判罪名成立，判入獄18個月。 

## 樓宇翻新工程貪污案
元朗3幢私人住宅樓宇均華樓、福順樓及好發洋樓的業主立案法團向房協申請資助以進行翻新工程。
2007年初，房協物業管理諮詢中心元朗辦事處助理經理應占鳴及高級主任朱家恆達成協議，合謀貪污，協助顧問公司及翻新工程承辦商取得他們所負責的大廈的顧問及翻新工程合約，並同意均分賄款。
2009年應占鳴、朱家恆、維港建築董事鄺超橋以及宏業建築工程有限公司前股東曹德光全部被判貪污罪名成立，當中鄺超橋、應占鳴、曹德光3人各被判囚1年半，朱家恆則成為控方證人，後被判監禁9個月。